# Contré
Contré ist eine französische Gemeinde mit 136 Einwohnern (Stand: 1. Januar 2022) im Département Charente-Maritime in der Region Nouvelle-Aquitaine (vor 2016: Poitou-Charentes); sie gehört zum Arrondissement Saint-Jean-d’Angély und zum Kanton Matha. Die Einwohner werden Contréens und Contréennes genannt.

## Geographie
Contré liegt etwa 70 Kilometer ostsüdöstlich von La Rochelle in der Saintonge. Umgeben wird Contré von den Nachbargemeinden Saint-Mandé-sur-Brédoire im Nordwesten und Norden, Vinax im Nordosten, Néré im Osten und Süden, Villemorin im Süden und Südwesten sowie Aulnay im Westen.

## Bevölkerungsentwicklung
| Jahr                       | 1962 | 1968 | 1975 | 1982 | 1990 | 1999 | 2006 | 2019 |
| Einwohner                  | 225  | 201  | 192  | 171  | 165  | 144  | 148  | 140  |
| Quellen: Cassini und INSEE |      |      |      |      |      |      |      |      |

## Sehenswürdigkeiten
- Kirche Saint-Mesme aus dem 12. Jahrhundert, seit 1913 als Monument historique klassifiziert

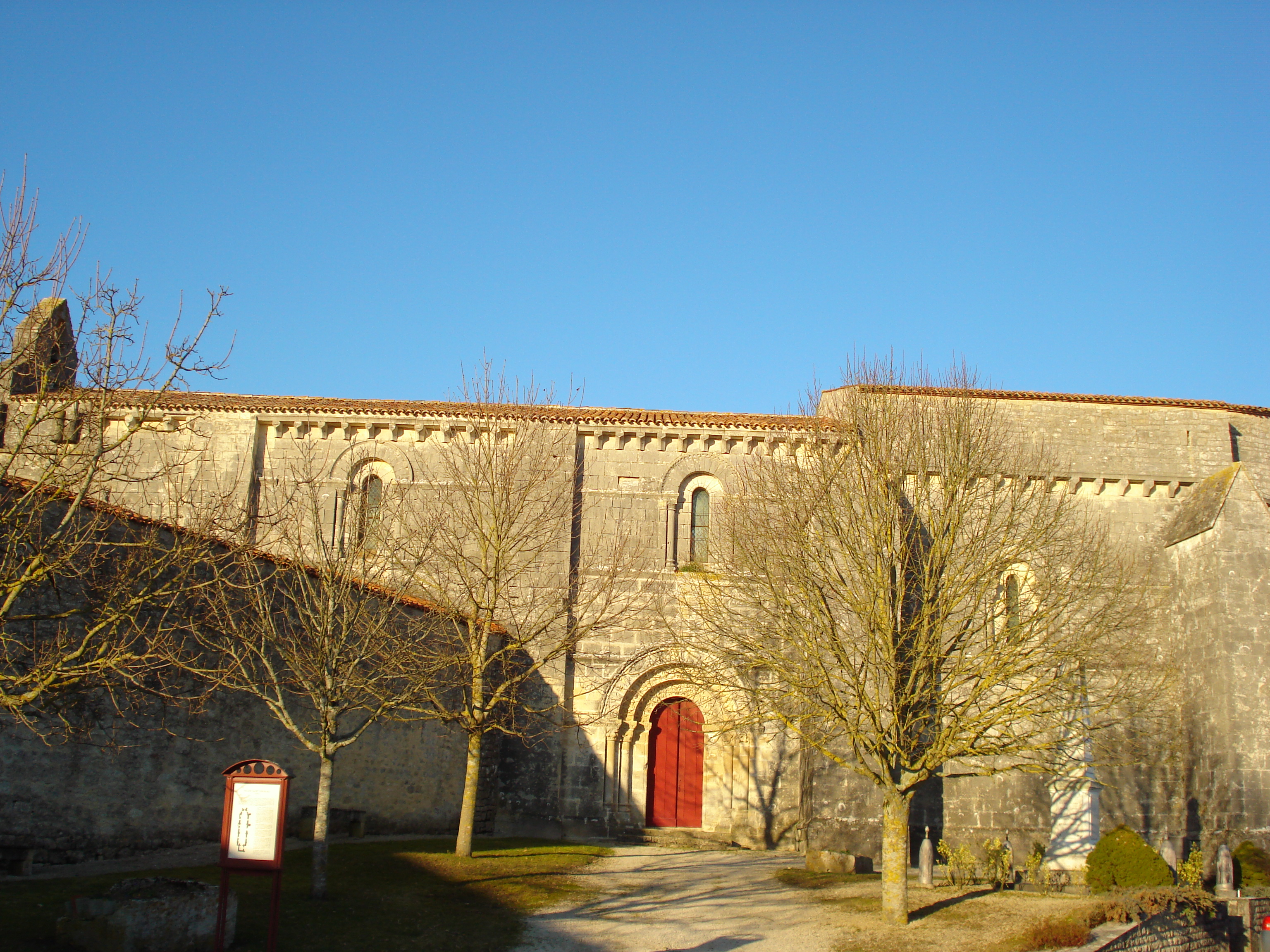
Kirche Saint-Mesme